# منهج النظريات الميكانيكية
منهج النظريات الميكانيكية (باليونانية: Περὶ μηχανικῶν θεωρημάτων πρὸς Ἐρατοσθένη ἔφοδος)‏ (حرفيا حول النظريات الميكانيكية لإراتوستينس)، ويعرف أيضا باسم المنهج، وهو أحد الأعمال الباقية الرئيسية للموسوعي اليوناني القديم أرخميدس. جاء المنهج على شكل رسالة من أرخميدس لإراتوستينس، رئيس أمناء مكتبة الإسكندرية، واحتوى على أول استخدام صريح موثق للأشياء غير القابلة للتجزئة (يشار لها أحيانًا بالخطأ بمصطلح متناهية الصغر). كان يُعتقد بالأصل أن العمل ضاع، ولكن أعيد اكتشافه عام 1906 في طرسية أرخميدس الشهيرة. تضمن الطرس وصف أرخميدس لـ "المنهج الميكانيكي"، المسمى كذا لاعتماده على مركز كتل الأشكال (النقطة المركزية) وقانون الروافع، وهي الركائز التي عرضها أرخميدس في كتابه حول توازن السطوح.
ربما لأن أرخميدس لم يكن قادرا على تعريف وبرهنة طريقة الأجزاء غير القابلة للتجزئة بشكل رياضي دقيق، فإنه لم يستخدم هذه الطريقة في مؤلفاته الأخرى. في هذه الأطروحات، أثبت نفس النظريات بطريقة الاستنفاذ، عن طريق تعيين حدود عليا وسفلى صارمة تتقارب مع الإجابة المطلوبة. ومع ذلك، يبدو أنه استخدم طريقة الأجزاء غير القابلة للتجزئة في المنهج كوسيلة لاكتشاف العلاقات التي برهن عليها لاحقا بشكل دقيق.